# Ci-gbe
Le ci-gbe ou tchi est une langue gbe proche du fon-gbe, parlée dans la commune de Lalo dans le Couffo au Bénin.